# Classe Aubrietia
La classe Aubrietia fu una classe di 12 unità per la lotta antisommergibile costruite sotto l'Emergency War Programme per la Royal Navy durante la prima guerra mondiale, parte della più ampia classe Flower. Erano conosciute anche come Cabbage class, "classe dei cavoli", o Herbaceous Borders, "siepi erbacee". La classe Flower fu la prima di unità progettate come dragamine.
Come tutte le Flower, la classe Aubrietia fu originariamente progettata come dragamine a singola elica, con triplo scafo a prua e il magazzino munizioni a poppa per maggiore protezioni da eventuali incidenti con le mine. Il progetto fu però trovato valido per la scorta ai convogli e le Aubrietia furono quindi riclassificate come navi scorta.
A differenza delle precedenti Flower delle sottoclassi Acacia, Azalea e Arabis, che avevano un'apparenza chiaramente da nave da guerra, le Aubrietia furono progettate per sembrare come piccoli mercantili, nella speranza di ingannare i comandanti degli U-boot, una tattica nota come nave civetta (Q-ship). Queste navi furono costruite da cantieri commerciali secondo gli standard del Lloyd's Register, per sfruttare gli scali liberi, e ai costruttori fu richiesto di applicare ai loro preesistenti progetti mercantili lo scafo standard della classe Flower.

## Unità
| Nome          | Costruttore                                         | Varo           | Destino finale                                                                |
| ------------- | --------------------------------------------------- | -------------- | ----------------------------------------------------------------------------- |
| HMS Aubrietia | Blyth Shipbuilding Company, Blyth                   | 17 giugno 1916 | Venduta il 25 ottobre 1922                                                    |
| HMS Heather   | Greenock & Grangemouth Dockyard Company, Greenock   | 16 giugno 1916 | Venduta per essere demolita il 16 febbraio 1932                               |
| HMS Salvia    | Irvine's Shipbuilding & Dry Dock Company, Harlepool | 16 giugno 1916 | Affondata dall'u-boot tedesco U-94 a sudovest dell'Irlanda il 20 giugno 1917. |
| HMS Tamarisk  | Lobnitz & Company, Renfrew                          | 2 giugno 1916  | Venduta per essere demolita il 17 ottobre 1922                                |
| HMS Tulip     | Richardson, Duck and Company, Thornaby-on-Tees      | 15 luglio 1916 | Affondata dall'U-boot tedesco U-62 nell'Atlantico il 30 aprile 1917.          |
| HMS Viola     | Ropner & Sons, Stockton-on-Tees                     | 14 luglio 1916 | Venduta per essere demolita il 17 dicembre 1922                               |

| Nome           | Costruttore                                         | Varo              | Destino finale                                                                                    |
| -------------- | --------------------------------------------------- | ----------------- | ------------------------------------------------------------------------------------------------- |
| HMS Andromeda  | Swan Hunter and Wigham Richardson, Wallsend on Tyne | giugno 1917       | Trasferita alla marina francese, poi ribattezzata Ville d'Ys                                      |
| HMS Gaillardia | Blyth Shipbuilding                                  | 19 maggio 1917    | Colpì una mina nel Mare del Nord il 22 marzo 1918                                                 |
| HMS Hibiscus   | Greenock and Grangemouth                            | 17 novembre 1917  | Venduta per essere demolita il 18 gennaio 1923                                                    |
| HMS Lychnis    | William Hamilton and Company, Port Glasgow          | 21 agosto 1917    | Trasferita alla Royal Indian Marine nel settembre 1921 e rinominata Cornwallis; venduta nel 1946. |
| HMS Montbretia | Irvine's                                            | 3 settembre 1917  | Venduta il 25 gennaio 1921, divenne il mercantile Chihuahua (Clan Line)                           |
| HMS Polyanthus | Lobnitz                                             | 24 settembre 1917 | Venduta il 25 gennaio 1921, divenne il mercantile Colima (Clan Line)                              |